# 군터 슐러
군터 알렉산더 슐러(Gunther Alexander Schuller, 1925년 11월 11일 ~ 2015년 6월 21일)는 미국의 근현대 음악 작곡가, 호른 연주자, 재즈 뮤지션이다.

## 주요 작품

### 관현악
- 에로스의 어지러움(1945)
- 교향 연습곡(1947)
- 연극 서곡(1951)
- 작은 환상곡(1957)
- 윤곽(1958)
- 분광(1958)
- 파울 클레 주제에 따른 7개의 연습곡(1959)
- 별들로의 여행(1962)
- 3부 구성(1963)
- 5개의 바가텔(1964)
- 미국 세 폭 제단화(1965)
- 교향곡(1965)
- 관현악을 위한 협주곡 1번(1966)
- 5개의 연습곡(1966)
- 세 겹 Ⅰ(1967)
- 결과들(1969)
- 모양과 밑그림(1969)
- 실내 소협주곡(1971)
- 변덕스러운 기상곡(1972)
- 3개의 야상곡(1973)
- 4개의 소리 풍경(1975)
- 세 겹 Ⅱ(1975)
- 관현악을 위한 협주곡 2번(1976)
- 안식의 해 음악(1984)
- 관현악을 위한 협주곡 3번(1985)
- 실내 교향곡(1989)
- 그리고 그들은 모두 래그타임을 연주했다(1992)
- 추억과 반성의(1993)
- 리듬-가락-화성(1993)
- 과거는 현재 속에 있다(1994)
- 실내 협주곡 2번(2002)
- 말이 끝나는 곳은 어디일까(2007)
- 바가텔-스윙과 함께(2010)
- 꿈같은 정경(2012)
- 교향 영상(2012)
- 교향 세 폭 제단화(2015)

### 합주곡, 실내악단, 재즈 악단
- 미래의 점핀(1947)
- 금관과 타악기를 위한 교향곡 작품번호 16(1950)
- 변신(1956)
- 공생(바이올린, 피아노, 타악기)(1957)
- 추상(9개의 악기)(1960)
- 존 루이스 주제에 따른 변형(1960)
- 명상(관악 합주)(1963)
- 눈물방울(1967)
- 성 루이스 팡파르(1968)
- 교향곡 3번(1981)
- 샌드포인트 래그(1986)
- 가상의 영상(1988)
- 축전 음악(1992)
- 밖으로 나가기, 안으로 들어오기(1994)
- 자연의 길(2006)
- 놀이(2013)

### 협주곡
- 호른 협주곡 1번(1944)
- 첼로 협주곡(1945)
- 서창(敍唱)과 론도(바이올린과 관현악)(1954)
- 재즈 4중주와 관현악을 위한 소협주곡(1959)
- 튜바와 관현악을 위한 기상곡(1960)
- 변형들(재즈 4중주와 관현악)(1960)
- 대비(목관 5중주와 관현악)(1961)
- 피아노 협주곡 1번(1962)
- 재즈로의 여행(1962)
- 플루트와 현을 위한 악장들(1962)
- 오보에와 관현악을 위한 슬픈 노래(1963)
- 플루트와 현을 위한 금언(1967)
- 더블베이스와 실내악단을 위한 협주곡(1968)
- 호른 협주곡 2번(1975)
- 바이올린 협주곡(1976)
- 콘트라바순 협주곡(1978)
- 트럼펫 협주곡(1979)
- 트롬본과 관현악을 위한 ‘작은 트롬본 음악’(1980)
- 피아노 협주곡 2번(1981)
- 알토색소폰 협주곡(1983)
- 금관 5중주와 관현악을 위한 축전 협주곡(1984)
- 4중 협주곡(플루트, 바이올린, 오보에, 트럼펫)(1984)
- 바순 협주곡(1985)
- 비올라 협주곡(1985)
- 플루트 협주곡(1988)
- 현악 4중주를 위한 협주곡(1988)
- 세 개의 손을 위한 피아노 협주곡(1990)
- 노래와 춤(바이올린과 대형 관악 합주)(1990)
- 바이올린 협주곡 2번(1991)
- 오르간 협주곡(1994)
- 재즈 테너 색소폰과 관현악을 위한 ‘M을 위한 탄식’(1994)
- 튜바 협주곡 2번(2008)

### 실내악
- 야상곡(호른과 피아노)(1942)
- 낭만 소나타(클라리넷, 호른, 피아노)(1943; 83년에 개작)
- 협주 환상곡(오보에 3대, 피아노)(1946)
- 더블베이스 4중주(1947)
- 3중주(오보에, 호른, 비올라)(1948)
- 무궁동(4대의 (약음기 낀 또는 끼지 않은) 호른과 바순(또는 튜바))(1948)
- 이중 소나타(클라리넷, 베이스 클라리넷)(1949)
- 환상곡 작품번호 19(독주 첼로)(1951)
- 아다지오(플루트와 현악 3중주)(1953)
- 현악 4중주 1번(1957)
- 오보에 소나타(1958)
- 모음곡(목관 5중주)(1958)
- 4대의 첼로를 위한 환상곡(1959)
- 재즈 4중주와 현악 4중주의 대화(1959)
- 생명줄(플루트, 타악기, 기타)(1960)
- 선과 대비(16대의 호른)(1960)
- 커튼 라이저(클라리넷, 플루트, 호른, 피아노)(1960)
- 목관과 금관을 위한 이중 5중주(1961)
- 금관 5중주를 위한 음악(1961)
- 밤의 음악(베이스 클라리넷, 기타, 두 대의 더블베이스, 드럼)(1961)
- 밀도 1번(클라리넷, 하프, 비브라폰, 더블베이스)(1962)
- 무반주 호른 연습곡(1962)
- 삽화들(클라리넷)(1964)
- 현악 4중주 2번(1965)
- 환상곡(하프)(1969)
- 5개의 분위기(4대의 튜바)(1973)
- 소나타 세레나타(클라리넷, 피아노 3중주)(1978)
- 8중주(클라리넷, 바순, 호른, 현악 5중주)(1979)
- 대화(바이올린, 피아노)(1983)
- 오른쪽 날개로(피아노 4중주)(1984)
- 피아노 3중주(1984)
- 현악 4중주 3번(1986)
- 5개의 즉흥곡(잉글리시 호른, 현악 4중주)(1989)
- 환영(幻影)(바이올린, 마림바)(1989)
- 즉흥곡과 카덴차(오보에, 클라리넷, 바순, 호른, 바이올린, 첼로)(1990)
- 3중주 지정(클라리넷, 바이올린, 피아노)(1990)
- 젊은이를 위한 음악(플루트, 피아노 3중주)(1991)
- 금관 5중주 2번(1993)
- 마림바 학문(1993)
- 하프 환상곡(1994)
- 기타를 위한 환상 모음곡(1994)
- 6중주(1994)
- 오하이호 강 물그림자(호른, 바이올린, 비올라, 피아노)(1999)
- 알토 색소폰 소나타(1999)
- 현악 4중주 4번(2002)
- 타악기와 피아노를 위한 대 협주곡(2005)
- 호른 5중주(2009)
- 3개의 작은 모험(마림바)(2009)
- 4개의 독백(클라리넷, 첼로, 피아노)(2010)
- 피아노 3중주 3번(2012)
- 현악 4중주 5번(2013)

### 건반악기
- 세 폭 제단화(오르간)(1976)
- 소나타 환상곡(피아노)(1992)
- 두 대의 피아노를 위한 소나타(2010)

### 가곡
- 6개의 초기 노래(1944)
- 6개의 르네상스 시(1962)
- 5개의 셰익스피어 노래(1964)
- 명상(1964)
- 노래하는 시(2015)

### 합창
- 성스러운 칸타타[시편98](1966)
- 오라토리오 우리 안의 힘(1971)
- 시간과 영원의 시(1972)
- 축하 음악(1980)
- 당신의 예술(1987)
- 몬드리안이 본 것(1994)
- 흑인 전사(1998)

### 오페라
- 천벌들(1966)
- 어부와 아내(1970)